# Grugan Township
Grugan Township est un township, qui s'étend du centre au nord-est du comté de Clinton, aux États-Unis,. En 2010, il comptait une population de 51 habitants.

## Démographie
Lors du recensement de 2010, le township comptait une population de 51 habitants. Elle est également estimée, en 2016, à 51 habitants.

### Source de la traduction
- (en) Cet article est partiellement ou en totalité issu de l’article de Wikipédia en anglais intitulé « Grugan Township, Clinton County, Pennsylvania » (voir la liste des auteurs).